# Enrico Pantaleoni
Enrico Pantaleoni (Treviso, 8 ottobre 1982) è un giocatore di calcio a 5 italiano.

## Biografia
Nipote di Francesco (o Pantaleoni II), si appassiona al calcio fin da bambino.
Parallelamente all'impegno sportivo, porta avanti gli studi, laureandosi in Economia aziendale presso l'Università Ca' Foscari di Venezia, e successivamente ricopre vari ruoli amministrativi in aziende venete.

## Carriera
Trascorsa la trafila giovanile nel calcio a 11, nemmeno ventenne passa al futsal con la squadra della sua città, Treviso. Dapprima si mette in luce nelle selezioni under-18 e under-21, in seguito contribuisce alla vittoria della prima squadra nel campionato di serie B 2003-2004 e partecipa alle Final Four di Coppa Italia a Bisceglie.
L'anno successivo partecipa, con 24 presenze e 13 reti, alla vittoria del campionato di serie C2 del Villorba. Al termine della stessa stagione veste la fascia di capitano della rappresentativa veneta under-23 al Torneo delle Regioni (quell'anno disputato in Umbria).
Prosegue la carriera in varie squadre della provincia trevigiana (con le eccezioni di Cittadella, Spinea e Jesolo), prevalentemente in serie C2. 
Nel 2020 scende di categoria passando all'Arcade C5, contribuendo alla promozione della squadra in serie C2 nel 2022, ripescata dopo la sconfitta nella finale play-off.

## Statistiche
Durante la sua carriera, Pantaleoni ha giocato globalmente quasi 500 partite, segnando più di 100 reti.

### Presenze e reti nei club
| Stagione                             | Squadra                              | Serie                                | Campionato | Campionato | Playoff/Playout | Playoff/Playout | Coppa | Coppa | Totale | Totale |
| Stagione                             | Squadra                              | Serie                                | Pres.      | Reti       | Pres.           | Reti            | Pres. | Reti  | Pres.  | Reti   |
| ------------------------------------ | ------------------------------------ | ------------------------------------ | ---------- | ---------- | --------------- | --------------- | ----- | ----- | ------ | ------ |
| 2001-2002                            | La Marca Treviso                     | C1                                   | 3          | 0          | -               | -               | 0     | 0     | 3      | 0      |
| 2002-2003                            | Treviso C5                           | B                                    | 2          | 0          | -               | -               | 0     | 0     | 2      | 0      |
| 2003-2004                            | Treviso C5                           | B                                    | 18         | 2          | -               | -               | 9     | 1     | 27     | 3      |
| Totale La Marca Treviso / Treviso C5 | Totale La Marca Treviso / Treviso C5 | Totale La Marca Treviso / Treviso C5 | 23         | 2          | -               | -               | 9     | 1     | 32     | 3      |
| 2004-2005                            | Futsal Villorba                      | C2                                   | 24         | 13         | -               | -               | 4     | 3     | 28     | 16     |
| 2005-2006                            | Futsal Villorba                      | C1                                   | 29         | 11         | 1               | 0               | 2     | 1     | 32     | 12     |
| Totale Futsal Villorba               | Totale Futsal Villorba               | Totale Futsal Villorba               | 53         | 24         | 1               | 0               | 6     | 4     | 60     | 28     |
| 2006-2007                            | Sporting Altamarca                   | C1                                   | 20         | 3          | 1               | 0               | 1     | 0     | 22     | 3      |
| lug.-dic. 2007                       | Dibiesse Calcetto Miane              | C1                                   | 7          | 2          | -               | -               | 3     | 0     | 10     | 2      |
| dic. 2007-2008                       | Futsal Cittadella                    | C1                                   | 21         | 1          | -               | -               | 0     | 0     | 21     | 1      |
| 2008-2009                            | Linearredo San Biagio                | C2                                   | 26         | 11         | -               | -               | 4     | 0     | 30     | 11     |
| 2009-2010                            | Condor Sant'Angelo                   | C2                                   | 18         | 13         | -               | -               | 3     | 0     | 21     | 13     |
| 2010-2011                            | Condor Sant'Angelo                   | C2                                   | 22         | 18         | 1               | 0               | 2     | 1     | 25     | 19     |
| Totale Condor Sant'Angelo            | Totale Condor Sant'Angelo            | Totale Condor Sant'Angelo            | 40         | 31         | 1               | 0               | 5     | 1     | 46     | 32     |
| 2011-2012                            | Susegana C5                          | C2                                   | 26         | 20         | -               | -               | 3     | 0     | 29     | 20     |
| 2012-2013                            | Ceggia Evolution 5                   | D                                    | 22         | 18         | 2               | 0               | 3     | 2     | 27     | 20     |
| 2013-2014                            | Susegana C5                          | C2                                   | 11         | 1          | -               | -               | 3     | 0     | 14     | 1      |
| Totale Susegana C5                   | Totale Susegana C5                   | Totale Susegana C5                   | 37         | 21         | -               | -               | 6     | 0     | 43     | 21     |
| 2014-2015                            | Roncade C5                           | C2                                   | 6          | 1          | 0               | 0               | 0     | 0     | 6      | 1      |
| 2015-2016                            | P5 Spinea Calcio                     | C2                                   | 21         | 3          | -               | -               | 2     | 1     | 23     | 4      |
| 2016-2017                            | Longobarda Calcio a 5                | C2                                   | 18         | 3          | -               | -               | 0     | 0     | 18     | 3      |
| 2017-2018                            | Longobarda Calcio a 5                | C2                                   | 15         | 0          | -               | -               | 2     | 0     | 17     | 0      |
| 2018-2019                            | Longobarda Calcio a 5                | C2                                   | 16         | 2          | -               | -               | 4     | 0     | 20     | 2      |
| Totale Longobarda Calcio a 5         | Totale Longobarda Calcio a 5         | Totale Longobarda Calcio a 5         | 49         | 5          | -               | -               | 6     | 0     | 55     | 5      |
| 2019-2020                            | Futsal Jesolo                        | C2                                   | 17         | 0          | -               | -               | 4     | 0     | 21     | 0      |
| 2020-2021                            | Arcade C5                            | D                                    | -          | -          | -               | -               | -     | -     | -      | -      |
| 2021-2022                            | Arcade C5                            | D                                    | 11         | 1          | 1               | 0               | 3     | 0     | 15     | 1      |
| 2022-2023                            | Arcade C5                            | C2                                   | 19         | 1          | -               | -               | 3     | 0     | 22     | 1      |
| 2023-2024                            | Arcade C5                            | C2                                   | 26         | 3          | -               | -               | 3     | 0     | 29     | 3      |
| 2024-2025                            | Arcade C5                            | C2                                   | 28         | 1          | -               | -               | 2     | 0     | 30     | 1      |
| 2025-2026                            | Arcade C5                            | C2                                   | -          | -          | -               | -               | -     | -     | -      | -      |
| Totale Arcade C5                     | Totale Arcade C5                     | Totale Arcade C5                     | 84         | 6          | 1               | 0               | 11    | 0     | 96     | 6      |
| Totale carriera                      | Totale carriera                      | Totale carriera                      | 426        | 128        | 6               | 0               | 60    | 9     | 492    | 137    |

## Palmarès
- Serie C1 (calcio a 5): 1

La Marca Treviso: 2001-2002 (Veneto)
- Serie B (calcio a 5): 1

Treviso C5: 2003-2004 (girone B)
- Serie C2 (calcio a 5): 1

Futsal Villorba: 2004-2005 (girone D)
- Coppa Veneto: 1

Arcade C5: 2021-2022